# N812 (België)
De N812 is een gewestweg in de Belgische provincie Luxemburg. De route verbindt Bâclain (N878) met Dinez (N30). De route heeft een lengte van ongeveer 7 kilometer en bestaat uit twee rijstroken voor beide rijrichtingen samen.

## Plaatsen langs de N812
- Bâclain
- Montleban
- Dinez